# كيم مين سيو
كيم مين سيو (بالكورية: 김민서)‏ هي ممثلة كورية جنوبية. ولدت يوم 16 مارس 1984 في سول في كوريا الجنوبية.

## روابط خارجية
- كيم مين سيو على موقع IMDb (الإنجليزية)
- كيم مين سيو على موقع قاعدة بيانات الفيلم (الإنجليزية)
- كيم مين سيو على موقع كينوبويسك (الروسية)